# کسیدی (خواننده)
بری آدریان ریس (زاده ۷ ژوئیه ۱۹۸۲) که بیشتر با نام هنری خود کسیدی شناخته می‌شود، خواننده رپ آمریکایی اهل فیلادلفیا، پنسیلوانیا است. او شاید بیشتر برای تک‌آهنگ‌هایش «Hotel» (با حضور آر. کلی)، «بهتر نشو» (با حضور ماشوندا)، «من یک Hustla هستم»، «B-Boy Stance» شناخته شده‌است.
کسیدی برای اولین بار در اواخر دهه ۱۹۹۰ به خاطر سبک‌های آزاد و مسابقات خود به عنوان یک رپر مورد توجه قرار گرفت.
سویز بیتز، تهیه‌کننده موسیقی آمریکایی، کسیدی را در سال ۲۰۰۲ پیدا کرد و با او قراردادی امضا کرد که در سوابق کامل سطح تحت مدیریت سرگرمی راف رایدرز و J Records بود، که به او کمک کرد تا شهرت زیادی کسب کند. او با اولین آلبوم استودیویی خود شخصیت تقسیم شده که در مارس ۲۰۰۴ منتشر شد و در رتبه دوم بیلبورد ۲۰۰ ایالات متحده قرار گرفت، به شهرت رسید.

## دیسکوگرافی
- شخصیت تقسیم شده (۲۰۰۴)
- من یک هوستلا هستم (۲۰۰۵)
- BARS داستان بری آدریان ریس (۲۰۰۷)
- نقدی (۲۰۱۰)
- دا ساینس (۲۰۲۰)
- فرمول دا (۲۰۲۰)
- دا وایزمن (۲۰۲۱)
- در حال حاضر در حال کار بر روی یک پروژه جدید با Eddy Cube (2021)[۲][۳]

## فیلم‌شناسی
- ۲۰۰۷: گانگستر آمریکایی بدون اعتبار
- ۲۰۰۹: روز بعدی هوا در نقش کاس
- ۲۰۱۱: قافیه و مجازات به عنوان خودش
- ۲۰۱۴: کونی مونتانا به عنوان یک رئیس محلی